# Tilia membranacea
Tilia membranacea Hung T.Chang – gatunek drzewa z rodziny ślazowatych. Występuje naturalnie w Chinach – w prowincjach Hunan oraz Jiangxi. 

## Morfologia
PokrójZrzucające liście drzewo dorastające do 10 m wysokości.
LiścieBlaszka liściowa ma kształt od owalnego do owalnie okrągłego. Mierzy 6–10 cm długości oraz 4–6 cm szerokości, jest piłkowana na brzegu, ma sercowatą nasadę i ostry wierzchołek. Ogonek liściowy jest nagi i ma 20–35 mm długości.
KwiatyZebrane w wierzchotkach wyrastających z kątów eliptycznych podsadek o długości 6–8 cm.
OwocOrzeszki mierzące 6–7 mm średnicy, o niemal kulistym kształcie.